# Zee Cine Award/Beste Filmbearbeitung
Der Zee Cine Award Best Film-Processing ist eine Kategorie des indischen Filmpreises Zee Cine Award.
Der Zee Cine Award Best Film-Processing wird von der Jury gewählt. Der Gewinner wird in der Verleihung bekanntgegeben. Die Verleihung findet jedes Jahr im März statt.
Liste der Gewinner:
| Jahr | Gewinner    | Film                      |
| ---- | ----------- | ------------------------- |
| 2005 | Prasad Film | Meenaxi: Tale of 3 Cities |
| 2006 | Adlabs Film | Paheli                    |
| 2007 | Adlabs Film | Kabhi Alvida Naa Kehna    |
| 2008 | Adlabs Film | Namastey London           |